# Lindmania candelabriformis
Lindmania candelabriformis là một loài thực vật có hoa trong họ Bromeliaceae. Loài này được B. Holst mô tả khoa học đầu tiên năm 1996.